# Литвиненко, Илона Владимировна
Илона Владимировна Литвиненко (род. 8 ноября 1975; СССР, Россия) — российская театральная актриса  Новокузнецкого драматического театра. Заслуженная артистка Российской Федерации (2023).

## Биография
Родилась 8 ноября 1975 года в городе Новокузнецк.
Окончила Екатеринбургский Государственный театральный институт. В 1996 году начала работать в Новокузнецком драматическом театре.
Несколько десятилетий работает и является для театра одной из ярких артисток.
Замужем за Заслуженным артистом РФ Андреем Ковзелем.
Двое детей: старшая дочь Арина (04.08.2000) и младший сын Владимир (24.10.2011)

## Театральные работы
Работы:
• А. Толстой «Золотой ключик или приключения Буратино» / Черепаха Тортила (1997) • А. Островский «Жизнь и мечты Миши Бальзаминова» / Капочка (1997) • А. Толстой «Любовь – книга молодая» / Санька (1997) • Т. Габбе «Волшебные кольца Альманзора» / Августа (1998) • В. Шекспир «Два веронца» / Сильвия (1998) • В. Шекспир «Ричард III» / Леди Анна – вдова Эдуарда (1999) • Н. «Ревизор» / Марья антонова (1999) • Ф. Достоевский «Село Степанчиково и его обитатели» / Настенька – гувернантка (1999) • Эдуардо де Филиппо «Филумена Мартурано» / Лючия – служанка (2000) • Н. Гоголь «Мертвые души» / Фетинья (2001) • С. Маршак «Горя бояться – счастья не видать» / Настя (2001) • В. Шекспир «Сон в летнюю ночь» / Гермия, влюбленная в Лизандра (2001) • Пиранделло «Шесть персонажей в поисках автора» / Падчерица (2001) • А. Чехов «Вишневый сад» / Дуняша (2002) • Гольдони «Кьоджинские перепалки» / Лучетта, сестра падрона Тони (2002) • К. Гоцци «Любовь к трем апельсинам» / Антиподов (2002) • Ж. Ануй «Антигона» / Иомена (2003) • А. Островский «Гроза» / Катерина (2003) • Р. Куни «Он, она, окно…оно» / Джейн Уорзингтон (2004) • К. Чуковский «Муха-Цокотуха» / Бабочка (2004) • В. Астафьев «Прости меня» / Лида, медсестра (2005) • В. Шекспир «Гамлет» / Офелия, дочь Полония (2005) • Р. Куни «Слишком женатый таксист» / Барбара Смит (2006) • Джон Стейнбек «Люди и мыши» / Жена Кудрявого (2006) • По мотивам саамских сказок «Маленькая метель» / Пурга (2006) • А. Галин «Звезды на утреннем небе» / Лора (2007) • Ален Рейно-Фуртен «Французская кадриль» / Кики (2007) • А. Блок «Балаганчик» / Влюбленная (2008) • По рассказам А.П. Чехова «Кляксы» / Мария Андреевна, Надежда Петровна (2008) • Н.В. Гоголь «Женитьба» / Агафья Тихоновна (2009) • Людвиг Кен «Примадонны» / Флоренс Снайдер (2009) • О. Николаева «Праздник Друзей» / Божья коровка Мила (2009) • П. Гладилин «Пантера» / Пантера (2010) • Ф.Г. Лорка "Дом Бернарды Альбы" / Магдалена (2010) • М. Булгаков "Зойкина квартира" / Зоя Денисовна (2010) • Ж.-Б. Мольер "Плутни Скапена" / Нерина (2010) • М.Гавран "Все о женщинах" (2012) • Т. Безменова "Шоколад и К"/2013 • А. Чехов "Иванов"/Анна Петровна (2014) • Д.Патрик "Странная миссис Сэвидж"/Лили-Белл (2014) • Сомерсет Моэм "Виват, Виктория!"/миссис Шаттлуорт (2014) • М. Салтыков-Щедрин "Господа Головлёвы"/Евпроксеюшка (2015)
И многие другие.

## Звания и награды
- Заслуженная артистка Российской Федерации (2023)[1][2][3].
- Почётная грамота Министерства культуры и Российского профсоюза.
- Лауреат премии А. Боброва.